# Гуришев Олексій Михайлович
Олексій Михайлович Гуришев (рос. Алексей Михайлович Гурышев; нар. 14 березня 1925, Москва, СРСР — пом. 16 листопада 1983, Москва) — радянський хокеїст, центральний нападник. Олімпійський чемпіон 1956 року та дворазовий чемпіон світу. Член клубу Всеволода Боброва (9-е місце, 497 голів).
У роки Німецько-радянської війни працював токарем на заводі «Динамо». На цьому підприємстві розпочалася і його спортивна кар'єра. Спочатку був хокей з м'ячем (фіналіст кубка СРСР 1946) та футбол, а згодом і хокей із шайбою.
Виступав за московські «Крила Рад» (1947-1961). Перший радянський хокеїст, якому вдалося забити 300 голів у чемпіонаті. А загалом у лізі провів приблизно 300 матчів та закинув 379 шайб. Лише через 11 років це досягнення поліпшив В'ячеслав Старшинов, а згодом Борис Михайлов.
Чотири рази був найкращим снайпером чемпіонатів СРСР: 1949 (29 голів), 1955 (41), 1957 (32), 1958 (40). На льоду Гуришева не можна було сплутати ні з ким: високий, атлетичної статури, він міцно стояв на ковзанах, у так званій «широкій стійці». А хват ключки, навпаки, був короткий. У Гуришева був притаманний тільки йому кидок. Лідер атаки московського клубу кидав шайбу миттєво, без будь-якої підготовки. Більшість часу грав у одній ланці з Миколою Хлистовим та Михайлом Бичковим. Це атакувальне тріо, у 50-х роках, шість разів було найрезультативнішим у лізі , а загалом закинуло 732 шайби. Цей результат також був тривалий час рекордним.
Чемпіон СРСР 1957 року. Тричі здобував срібні нагороди (1955, 1956, 1958) та п'ять разів — бронзові (1950, 1951, 1954, 1959, 1960). Володар кубка СРСР 1951, фіналіст — 1952, 1954. Всього у кубку СРСР забив 30 голів. За результатами сезону чотири рази обирався до символічної збірної (1949, 1955-1957).
У складі національної збірної здобув золоту нагороду на Олімпійських іграх 1956 у Кортіна-д'Ампеццо.
Чемпіон світу 1954, 1956; другий призер 1955, 1957, 1958, 1959. На чемпіонатах Європи — п'ять золотих (1954-1956, 1958, 1959) та одна срібна нагорода (1957). На чемпіонатах світу та Олімпійських іграх провів 41 матч (35 закинутих шайб), а всього у складі збірної СРСР — 92 матчі (71 гол).
Нагороджений медаллями «За оборону Москви» (1942) та «За доблесну працю у Великій Вітчизняній війні 1941—1945 рр.» (1945). Заслужений майстер спорту (1954). У 1957 році був нагороджений орденом «Знак Пошани».
У 1956 році Олексій Гуришев отримав тренерський диплом. Працював з молодими гравцями та у колективах фізкультури. Один з його вихованців, Володимир Петров — дворазовий олімпійський чемпіон. У 1963-1975 роках судив ігри чемпіонату СРСР. Сім разів обирався до десятки найкращих хокейних арбітрів країни. Суддя всесоюзної категорії з 1964 року. Після 50-ти років працював у відділі постачання одного зі столичних військових заводів.
Виконав роль нападника Самсонова у фільмі «Хокеїсти» режисера Рафаїла Гольдіна (1964 рік).
За версією інтернет-видання «Sports.ru» входить до символічної збірної клубу «Крила Рад» радянської доби: Сидельников, Шаталов — Кучевський, Лебедєв — Гуришев — Бодунов.
| Сезон   | Ліга | Ліга | Кубок | Кубок | Збірна | Збірна | Сума | Сума |
| Сезон   | І    | Г    | І     | Г     | І      | Г      | І    | Г    |
| ------- | ---- | ---- | ----- | ----- | ------ | ------ | ---- | ---- |
| 1947/48 |      | 21   | —     | —     | —      | —      |      | 21   |
| 1948/49 |      | 29   | —     | —     | —      | —      |      | 29   |
| 1949/50 |      | 27   | —     | —     | —      | —      |      | 27   |
| 1950/51 |      | 20   |       | 3     | —      | —      |      | 23   |
| 1951/52 |      | 21   |       | 7     | —      | —      |      | 28   |
| 1952/53 |      | 26   |       | 6     | —      | —      |      | 32   |
| 1953/54 | 16   | 30   |       | 3     | 14     | 9      |      | 42   |
| 1954/55 |      | 41   |       | 5     | 16     | 14     |      | 60   |
| 1955/56 |      | 36   |       | 6     | 15     | 13     |      | 55   |
| 1956/57 |      | 32   | —     | —     | 20     | 18     |      | 50   |
| 1957/58 |      | 40   | —     | —     | 16     | 13     |      | 53   |
| 1958/59 |      | 15   | —     | —     | 11     | 5      |      | 20   |
| 1959/60 |      | 22   | —     | —     | —      | —      |      | 22   |
| 1960/61 |      | 19   | 1     | 0     | —      | —      |      | 19   |
| Усього  | 300  | 379  |       | 30    | 92     | 71     |      | 480  |